# Marat/Sade
Persecució i assassinat de Jean-Paul Marat representats pel grup escènic de l'hospici de Chareton sota la direcció del Marquès de Sade, en alemany Die Verfolgung und Ermordung Jean Paul Marats dargestellt durch die Schauspielgruppe des Hospizes zu Charenton unter Anleitung des Herrn de Sade, escurçada de manera gairebé invariable com Marat/Sade és una obra teatral de 1963 escrita per Peter Weiss originalment en alemany. L'obra incorpora elements dramàtics procedents de Artaud i Bertolt Brecht. És una representació sagnant del sofriment de l'home que planteja el dubte de si la veritable revolució es produeix canviant la societat o canviant-se a un mateix. L'obra ha estat guardonada amb nombrosos premis entre ells el Premi Tony als Estats Units i alguns Premis Max a Espanya. El 1983 fou traduïda al català per Feliu Formosa.

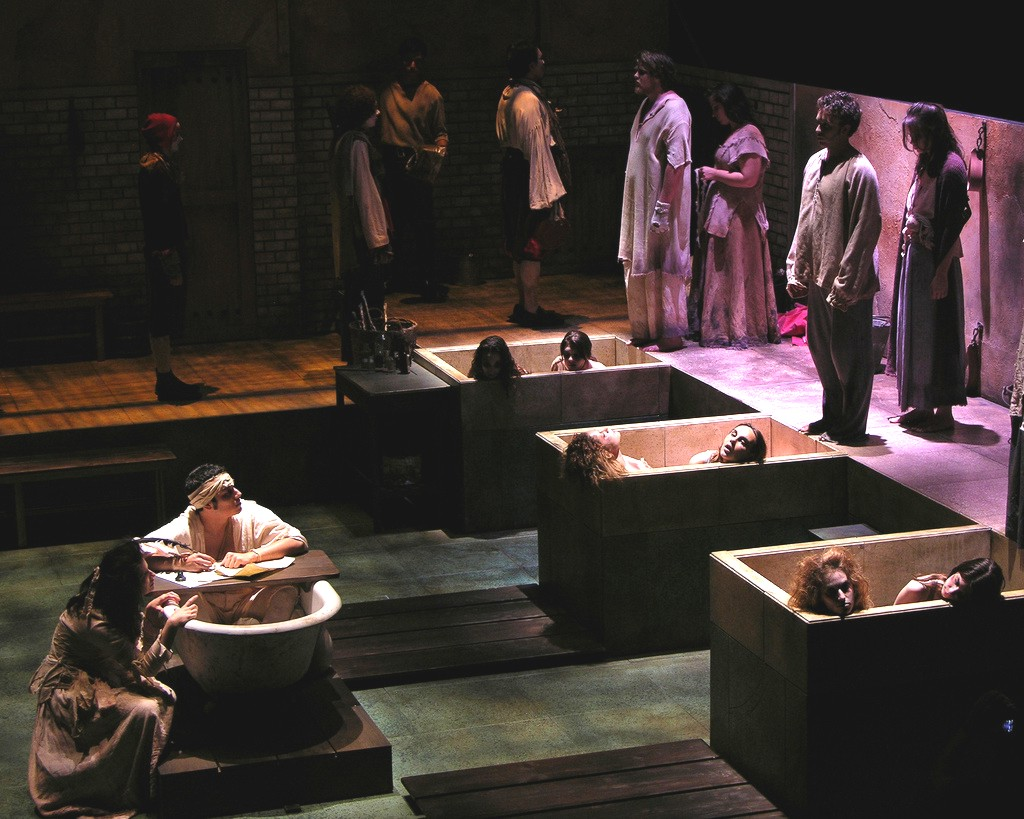
Marat/Sade producció de la University of California, San Diego, 2005, dirigida per Stefan Novinski

## Contingut
L'obra té lloc en l'històric asil de Charenton seguint les maneres del metateatro, una obra dins d'una obra. La història principal té lloc el 13 de juliol de 1808, després de la revolució francesa; on el Marquès de Sade dirigeix una obra teatral que té lloc durant la Revolució Francesa, a mitjan 1793. L'obra culmina amb l'assassinat de Jean-Paul Marat. Els actors són els internats en la casa de salut mental i els seus cuidadors que fan aparicions en escena per a restaurar l'ordre. Coulmier, director del psiquiàtric, de maneres burgeses, supervisa l'obra acompanyat de la seva dona i la seva filla. Aquest personatge mostra el seu suport al govern de Napoleó I i creu que l'obra anirà concorde a les seves idees patriòtiques quan en realitat els seus pacients tenen unes altres i no es mostren tan d'acord amb el curs dels esdeveniments. El Marquès de Sade és el principal personatge de l'obra i duu a terme diversos diàlegs de caràcter filosòfic amb Jean-Paul Marat. Al llarg de l'obra mostrarà les seves creences nihilistes i individualistes.
Enfront d'ell Marat defensa els seus postulats col·lectivistes i la seva preocupació pels desharrapados; denúncia als qui traeixen la Revolució i apel·la al poble perquè la defensi. Altres personatges històrics que prenen part en l'obra són Carlota Corday, que va apunyalar al cabdill revolucionari en la seva pròpia casa i el capellà Jacques Roux, la postura del qual era encara més radical que la del propi Marat.
Amb el vell recurs del teatre dins del teatre, aconsegueix un distanciament brechtinià que trenca la il·lusió de l'espectador.
Sade, que està internat en un psiquiàtric, organitza i dirigeix una obra de teatre on es representa la mort de Jean Paul Marat i on els actors són els propis interns del centre. Així l'espectador contempla una obra de teatre organitzada per un intern d'un psiquiàtric (el marquès de Sade), dins de la pròpia obra (teatre dins del teatre), la qual és conduïda a través d'un narrador que explica les relacions entre els personatges i com es desenvolupa la representació teatral organitzada per Sade.
L'obra escenifica la relació i la concepció de la revolució del marquès de Sade i la de Marat. Obra simbòlica sobre la revolució francesa i la relació entre les classes socials. Representa el diàleg entre l'intel·lectual revolucionari i l'intel·lectual aristocràtic. Es produeix una revolta contra els sistemes de control del món modern. També s'hi pot trobar un diàleg moral a l'estil de Bertolt Brecht: el diàleg entre Marat i Sade. Xoc entre la revolució i l'escepticisme i l'individualisme dels que no volen canvis. Sade fa constatar el perill dels sistemes revolucionaris. Marat veu com a única sortida la revolució.
En la primera part del text, s'escenifica la mort de Marat per part de Charlotte Corday: l'enverinament dins la banyera. Es representa una contradicció paradoxal. Corday, seguidora, igual que Marat, de les idees revolucionàries de Rousseau, no comparteix els mètodes sanguinaris del propi Marat i, malgrat estar en contra de la mort, decideix matar-lo: "per a salvar a milers en mataré a un (a Marat) i així aconseguiré alliberar-los de les cadenes del terror".
En la resta del text, bàsicament es representa la postura i la concepció de Sade i la de Marat davant la revolució.
Marat defensa el poder manifestar i expressar obertament tot allò amb el que no s'està d'acord. Intervenir per a corregir i canviar les coses. Sortir "des de baix" (des del poble, la revolució de baix cap a dalt), de "dins cap a fora" (deixar sortir la ràbia, les ganes de lluitar, els sentiments viscerals). Actuar, canviar-ho tot, des de l'arrel. Destruir violentament tot el que està construït per a començar de nou, des de zero. Per a ell la revolució no es pot realitzar només amb l'agitació de les idees perquè el pensament es pot corrompre fàcilment. Generació rera generació els ideals perden força i són vençuts per la vanitat, l'egoisme, l'individualisme i l'ambició. Els ideals del poble són fàcilment corruptibles amb els béns materials i les comoditats, i per això cal fer una revolució des de l'acció violenta, no des de la propagació d'idees.
Però Marat també veu que la revolució ha portat el ressorgiment de la nova classe social. La burgesia es manifesta com la classe victoriosa mentre que el poble resta sotmès a aquesta burgesia. Per al poble, no ha canviat gaire la situació: del sotmetiment a la monarquia i a l'antic règim, al sotmetiment a la burgesia. Per això cal que la revolució no cessi. Ha de ser un moviment continu per a poder evitar les noves formes d'opressió.
Sade en canvi, adopta la postura de la no intervenció. Per a ell, la concepció de Marat està fora de la realitat. Sade renuncia a la revolució, però ho fa un cop analitzats els resultats revolucionaris.
La imatge de Marat moribund dins de la banyera, és la imatge de la revolució que ha fracassat. En canvi Sade, que gaudeix (en l'obra de teatre) d'una posició de privilegi, representa el triomf de l'immobilisme. En el fons, la revolució només ha canviat les formes d'accedir al poder i la dominació d'aquest poder, però continua existint una classe dominant i una altra dominada.
Per a Sade la vida és la imaginació i el triomf de l'egoisme i de l'individualisme. Per a ell els rics només cedeixen la seva riquesa quan saben que aquesta cessió els portarà més beneficis i l'assoliment del poder. Adopta una postura totalment escèptica davant el triomf de la revolució. Sade no confia ni creu en el repartiment equitatiu de la riquesa, perquè un cop feta, l'ambició de l'home sempre el condueix a una millora econòmica i, per tant, a l'establiment de noves diferències. És més, Sade creu que l'ambició humana no es pot evitar: tothom pretén ser el millor, el més ric i assolir el màxim poder possible.
Entretant, el poble que assisteix a la revolució com a espectador del procés, està perdut en un mar d'ignorància i d'impotència. Noves formes de poder. El poble se sent frustrat i no li queda més remei que conformar-se (en veu dels quatre cantors): " Però això què és? Jo sóc bon francès, i ara voldria saber qui m'enganya. Es va proclamar la fi del dolor. Qui ens podria dir què esperem ara? El rei és fora, els capellans en conserva, els nobles tancats, i ara què esperem? Sembla que només tinguéssiu feina a fer-los d'advocat de metge i de confessor"
Per a Sade el poble només vol viure en pau i tranquil·litat, i poder resoldre els seus problemes diaris sense revolucions i sense discursos ideològics. El poble confiava que la revolució els portaria l'accés a la riquesa i a la comoditat, a una millora de les possessions materials.
Al final, Marat, malgrat els seus coneixements mèdics, mort de forma tragicòmica dins d'una banyera sense poder fer-hi res.
Així com Marat (intel·lectual revolucionari) no triomfa malgrat la seva immolació, Sade (intel·lectual aristòcrata) tampoc té l'última paraula, tot i que dirigeix la funció. Bojos i malalts, sota la direcció del marqués, protagonitzen escenes d'un terrible sofriment, on aparentment no hi ha vençuts ni vencedors.

## Estrena
Aquesta obra, en la seva versió original, es va estrenar el 29 d'abril de 1964 en el Schillertheater de Berlín, sota la direcció de Konrad Swinarski i música de Hans Martin Majewski.

## Adaptacions a Espanya
- Manuel Sacristán va dur a terme la primera traducció publicada en 1965.
- Alfonso Sastre va realitzar una traducció i adaptació que es va estrenar en Madrid sota la direcció de Adolfo Marsillach el 2 d'octubre de 1968 i poc després en Barcelona, amb èxit clamorós.[4] L'obra està publicada per Edicions Grijalbo, (Barcelona, 1969).
- Miguel Sáenz ha realitzat una altra traducció i adaptació publicada pel Centre Dramàtic Nacional en 1994, amb motiu de la posada en escena dirigida per Miguel Narros al Teatro María Guerrero.
- El 1982 en versió catalana de Feliu Formosa i direcció de Pere Planella per al Centre Dramàtic de la Generalitat de Catalunya.[5]
- El 1989 Félix Belencoso va traduir i va dirigir l'obra, que es va estrenar a la Universitat Complutense de Madrid i posteriorment es va representar a la Sala Galileo (Madrid), an la Sala Mirador (Madrid) i en diferents centres culturals de la Comunitat de Madrid; en 2007, de nou en versió d'Alfonso Sastre, producció d'Animalario pel Centre Dramàtic Nacional i en 2015 en coproducció de Talaia i el Festival Grec de Barcelona.[6]
- En la temporada 1987/1998, l'actor i director veneçolà Frank Spano va dirigir una versió de l'obra amb el Grup de Teatre de l'Escola de Lletres de la Universitat Catòlica Andrés Bello, de Caracas, del taller de teatre de l'Escola de Lletres, coordinat pel dramaturg i novel·lista José Manuel Peláez.

Cal ressaltar que les dues primeres versions de l'obra en castellà es van dur a terme a Hispanoamèrica en 1966. A Bogotà a càrrec del colombià Teatro de la Candelaria, amb direcció de Santiago García, i en Santiago de Xile per l'Institut de Teatre de la Universitat de Xile amb la posada en escena de Willian Oliver, que va tenir com a ajudant de direcció a Víctor Jara i a l'estrena de la qual van assistir Salvador Allende i Pablo Neruda, entre d'altres. Recentment cal destacar la versió de Villanueva Cosse i Nicolás Costa per al Teatro San Martín de Buenos Aires en 2009.